# Качающийся камень
Качающиеся камни — крупные камни, которые так тонко сбалансированны, что применение к ним небольшой силы заставляет их качаться.
Природные качающиеся камни разных размеров и происхождения встречаются по всему миру.

## Типы камней
- Упавшие камни
- Форма выветривания.
- Техногенные монолиты.

## Галерея
- Балансирующая скала, Арчес (национальный парк)
- Качающийся камень в Риннс-оф-Келлс, Галловей в 1789.
- Ведьмин камень в Ист-Эршире